# Мальтез

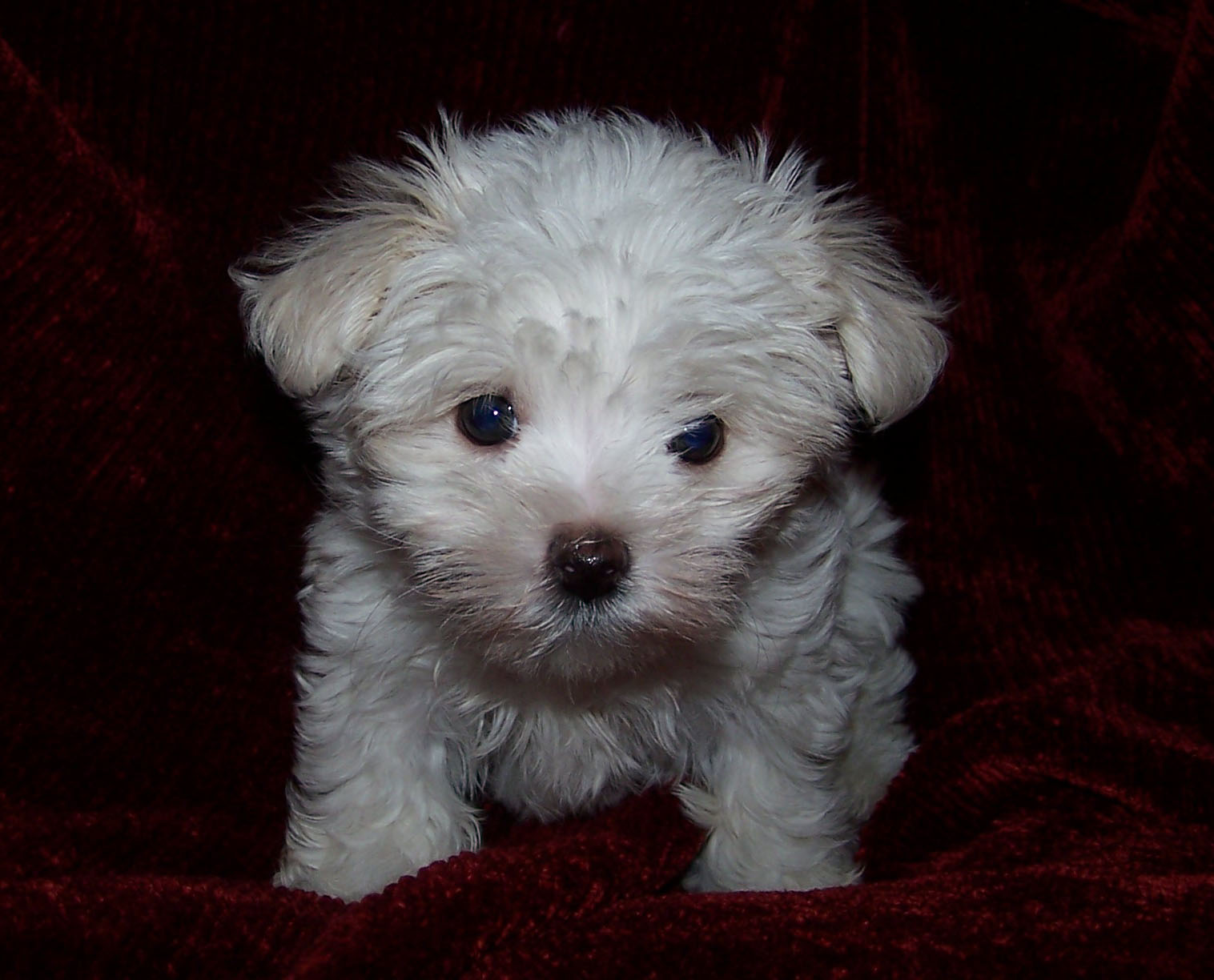
Цуценя мальтеза

Мальте́з (італ. Maltese — «мальтійська») — порода собак. Належить до порід бішонів (болонок).
Невеликий пухнастий собака. Мальтійська болонка — порода собак малого розміру, яка з'явилася в центральному Середземномор'ї за підтримки Італії. Назву породи та її походження зазвичай пов'язують зі середземноморським островом Мальта, однак назву іноді описують із посиланням на острів Млет або Меледа ( лат. Melita). Відмінною особливістю мальтеза є чисто білий колір забарвлення, хоча за стандартами Міжнародної Кінологічної Федерації допускається легкий відтінок слонової кістки. За даними тієї ж федерації мальтез — це неспортивний собака дуже давнього походження італійського (і, можливо, мальтійського), за статурою маленький, довжина корпусу перевищує висоту в холці.
За стандартом МКФ зріст пса мальтеза від 21 см до 25 см і зріст самки від 20 до 23 см, вага в межах від 3 до 4 кг. Цікавий факт, що за стандартом Американського клубу собаківництва, вага особини не повинна перевищувати 3,2 кг (7 фунтів), в ідеалі — 1,8-2,7 кг (4-6 фунтів).

## Опис
Мальтези — ніжні та чутливі невеликі собаки, їхнє тіло покриває густа, сліпучо біла шерсть з відтінком кольору слонової кістки. У мальтеза також величезні, злегка опуклі очі.

## Історія породи
Точних відомостей про походження породи немає. Заведено вважати, що на острові Мальта ще 2000 років тому мешкали собаки, породу яких згодом стали називати Меліта (на честь острова — такою була давня назва Мальти). Судячи з усього ці собаки могли з'явитися прабатьками сучасної породи мальтез. Фахівці вважають що в процесі утворення породи, безсумнівно, брали участь маленькі спанієлі і пуделі. Як колись, так і тепер мальтеза використовують як компаньйона.